# Jim Diamond
James Aaron Diamond, conhecido artisticamente como Jim Diamond (Glasgow, 28 de setembro de 1951 — Londres, 8 de outubro de 2015), foi um cantor escocês.

## Carreira
Diamond é melhor conhecido pelos seus grandes sucessos comerciais: I Won't Let You Down (1982) como líder do trio Ph.D., com Tony Hymas e Simon Phillips e duas canções solo Remember I Love You e I Should Have Known Better. Esta última canção, uma balada editada em 1984, obteve um enorme sucesso não só no Reino Unido (onde foi nº1), como em toda a Europa e no resto do mundo. Outro sucesso seu foi a canção Hi Ho Silver para uma série televisiva de 1986, que alcançou o n.º 5 do top britânico. A sua voz foi usada para outras canções populares de outros artistas, em especial de caridade tais como Sailing, da banda Rock Against Repatriation, You'll Never Walk Alone, com a banda The Crowd e Let It Be com Ferry Aid.
Diamond trabalhou como artista por 46 anos, tendo liderado várias bandas e cantado solo.

### Os primeiros tempos
Ele iniciou a sua carreira musical com a idade de quinze anos numa banda formada por ele, 'The Method'. Isto foi descoberto devido a uma entrevista recente com Jim Diamond em Chatshow.net.
Mais tarde fez várias turnês pela Europa com outra banda, Gully Foyle.
Jim seria mais tarde descoberto por Alexis Korner, considerado o "Avô do Blues Britânico", tendo estado na banda de Korner um par de anos. Diamond fez parte dos coros de muitas das canções de Korner, tendo participado na maioria das faixas do álbum The Lost Album.
Em 1976, deixou Korner para formar a banda Bandit, formada por vários membros, entre os quais Cliff Williams, que faria mais parte da banda AC/DC. Foi uma banda sem sucesso, porque o punk dominava nessa altura e eles não eram desse género musical.
Diamond aventurou-se para os Estados Unidos, mais exatamente para Los Angeles, para formar o duo Slick Diamond, com Earl Slick. Ele aí esteve uns tempos gravando e oferecendo canções para uma banda sonora.

### Década de 1980
No ano de 1982 voltou ao grande público quando formou a banda Ph.D (Phillips, Hymas e Diamond). Diamond era o vocalista, Tony Hymas o pianista e teclados e Simon Phillips o baterista. A banda assinou um contrato com a gravadora/editora WEA Records e o seu maior sucesso (vendeu milhões de cópias) foi I Won't Let You Down. A canção tornou-se um clássico.
Em 1984 lançou um disco solo, que obteve grande sucesso, o já referido I Should Have Known Better. Em maio de 1986 alcançou o nº 5 do Reino Unido graças ao tema Hi Ho Silver, da série televisiva Boon. Diamond não compôs o tema especialmente para a referida série, mas tinha sido dedicada ao seu pai, falecido no ano anterior.
No Brasil, teve duas músicas em trilhas sonoras de novelas. "I Should Have Known Better", em A Gata Comeu, e "Remember I Love You", em De Quina Pra Lua, ambas da Rede Globo.

### Anos 2000
Em 2005, Diamond lançou o seu primeiro álbum estúdio em onze anos, intitulado Souled and Healed, e dois singles: 'When You Turn'. e 'Blue Shoes'.
Seu último trabalho foi "City of Soul", álbum com versões de soul lançado em 2011 pela Camino Records, em parceria com outros artistas, como Tommy Cunningham (Wet Wet Wet) e Greg Kane (Hue & Cry).

## Morte
Jim Diamond morreu enquanto dormia, em 8 de outubro de 2015, aos 64 anos, mas sua morte só foi noticiada dois dias após pelo site da BBC News. De acordo com sua filha Sarah, a causa foi edema pulmonar.
Ele era casado com Chrissy e tinha dois filhos (Sarah e Lawrence).

## Discografia

### Álbuns
| Ano  | Álbum (Editora)                       |
| ---- | ------------------------------------- |
| 1985 | Double Crossed (A&M)                  |
| 1986 | Desire for Freedom (A&M)              |
| 1988 | Jim Diamond (Teldec)                  |
| 1993 | Jim Diamond (Polydor)                 |
| 1994 | Sugarolly Days                        |
| 2001 | Jim Diamond - Best Of, The (Spectrum) |
| 2005 | Souled and Healed (Hypertension)      |
| 2011 | City and Soul (Camino Records)        |

## Singles
| Ano  | Título (Editora)                             |
| ---- | -------------------------------------------- |
| 1976 | Clean Up The City/Back On The Line (Bradley) |
| 1985 | I Should Have Known Better (A&M)             |
| 1985 | I Sleep Alone At Night (A&M)                 |
| 1986 | Hi Ho Silver (A&M)                           |
| 1986 | Young Love (Carry Me Away) (A&M)             |
| 1988 | Broadway (Teldec)                            |
| 1993 | Not Man Enough (Polydor)                     |
| 1994 | Caledonia (Heartland)                        |
| 2005 | When You Turn (Hypertension)                 |
| 2006 | Blue Shoes (Hypertension)                    |
| 2011 | Morning Glory (Camino Records)               |

## Outras gravações
| Ano  | Título (Editora)                               |
| ---- | ---------------------------------------------- |
| 1977 | Ohio (com Bandit) (Arista Records)             |
| 1981 | I Won't Let You Down (With Ph.D) (WEA Records) |
| 1982 | I Didn't Know (com Ph.D) (WEA Records)         |
| 1984 | Do They Know It's Christmas (Band Aid)         |
| 1985 | You'll Never Walk Alone (com Crowd)            |
| 1987 | Let It Be (com Ferry Aid)                      |
| 1990 | Sailing (Rock Against Repatriation)            |